# Liste der Biografien/Yaa
Liste der Biografien |
Portal Biografien |
Personensuche
# |
A |
B |
C |
D |
E |
F |
G |
H |
I |
J |
K |
L |
M |
N |
O |
P |
Q |
R |
S |
T |
U |
V |
W |
X |
Y |
Z |
?
 
Ya |
Yb |
Yc |
Yd |
Ye |
Yf |
Yg |
Yh |
Yi |
Yk |
Yl |
Ym |
Yn |
Yo |
Yp |
Yr |
Ys |
Yt |
Yu |
Yv |
Yw |
Yx |
Yz
 
Yaa |
Yab |
Yac |
Yad |
Yae |
Yaf |
Yag |
Yah |
Yai |
Yaj |
Yak |
Yal |
Yam |
Yan |
Yao |
Yap |
Yaq |
Yar |
Yas |
Yat |
Yau |
Yav |
Yaw |
Yax |
Yay |
Yaz
Die Liste der Biografien führt alle Personen auf, die in der deutschsprachigen Wikipedia einen Artikel haben. Dieses ist eine Teilliste mit 11 Einträgen von Personen, deren Namen mit den Buchstaben „Yaa“ beginnt.

## Yaa
- Yaa Asantewaa (1840–1921), Königinmutter von Edweso

### Yaac
- Yaacob Ibrahim (* 1955), singapurischer Politiker
- Yaacob, Mohd Amirul Izwan (* 1986), malaysischer Fußballschiedsrichter
- Yaacoub, Aghnatios Elias (1923–1994), ägyptischer Ordensgeistlicher und koptisch-katholischer Bischof von Luxor
- Yaacov, Noam (* 2004), israelisch-dänischer Basketballspieler

### Yaak
- Yaakob, Mohd Khalil (* 1937), malaysischer Politiker, Yang di-Pertua Negeri von Malakka

### Yaal
- Yaalon, Dan H. (1924–2014), israelischer Bodenkundler

### Yaaq
- Ya’aqov ben Yitsḥaq ha-Lewi, rabbinischer Gelehrter

### Yaar
- Yaari, Abdullah al (* 2003), jemenitischer Mittelstreckenläufer
- Yaari, Ahmed al- (* 2000), jemenitischer Sprinter
- Yaari, Menahem E. (* 1935), israelischer Wirtschaftswissenschaftler